# يوجينيو موريلي
يوجينيو موريلي (بالإيطالية: Eugenio Morelli)‏ هو طبيب وكاتب وشاعر إيطالي، ولد في 29 أغسطس 1946 في ترييستي في إيطاليا.